# Patrick Coutin
 (octobre 2022).
Patrick Coutin, né le 21 mars 1952 à Sfax, est un chanteur, producteur et écrivain français.

## Biographie
Il étudie la philosophie et les arts plastiques à la Sorbonne et s'engage dans le mouvement étudiant de mai 68, avant d'écrire dans différents journaux musicaux (principalement en tant que chroniqueur dans le magazine Rock & Folk). Il connaît le succès en 1981 avec le tube J'aime regarder les filles enregistré au château d'Hérouville. Il continue de publier des albums mais réalise aussi des clips et expose des tableaux, d'influence pop art.
Ayant grandi à Saumur, le groupe Trust s'est inspiré de son témoignage sur cette ville pour élaborer la chanson éponyme de l'album Répression.
En 1993, il sort un album live enregistré à Lille, comportant de nouvelles chansons. Puis viennent Aimez-vous les uns les autres en 1995, et plus récemment Industrial Blues en 2001.
Également producteur, il a produit des artistes comme Dick Rivers ou Les Wampas, et a collaboré avec des artistes comme Michel Delpech, Roch Voisine ou Patrick Rondat.
À partir d'octobre 2014 et jusqu'en juillet 2015, il participe à la tournée Stars 80, l'Origine avec notamment Julie Pietri, Lio, Émile et Images, Sabrina, François Feldman, Jean-Pierre Mader et autres artistes.

## Discographie
- Coutin (1981) (comprenant le tube J'aime regarder les filles)
- Un étranger dans la ville (1982)
- L'Heure bleue (1983)
- Coutin Live (1991)
- J'aime regarder les filles - Les remixs (1993)
- Aimez-vous les uns les autres (1999)
- Industrial Blues (2001)
- Coutin / Le best of (2010)
- Le Bleu (2010)
- Babylone Panic (2012)
- Coutin Paradise (2020) (triptyque: Bienvenue au Paradis (2019); Obsolètes paradise (2020); Paradis électriques (2020).